# 拉特哈爾縣
拉特哈爾縣是印度的一個縣，位於該國東部，由賈坎德邦負責管轄，面積3,659平方公里，識字率為61.23%，2011年人口725,673，人口密度每平方公里198人。

## 外部連結
- Latehar district website
- Latehar travel guide and maps
- （页面存档备份，存于） Information about Latehar

23°43′48″N 84°28′12″E / 23.73000°N 84.47000°E